# Єгоров Євген Павлович (художник)
Євге́н Па́влович Єго́ров (17 травня 1917, Лиман — 4 травня 2005, Харків) — український графік та живописець, 1958 — член Спілки художників УРСР, 1974 — професор, заслужений діяч мистецтв УРСР.

## З життєпису
Народився 17 травня 1917 року в селищі Лиман, нині м. Красний Лиман Донецької області, в родині залізничника.
Художнє обдарування Євгена Єгорова розкрилося ще у шкільні роки. Родина його жила непросто, коштів не вистачало. Тоді він і розпочав заробляти тим, що малював портрети. У 1933—1936 рр. працював художником-оформлювачем у Палаці культури залізничників. Це вплинуло на вибір професії.
У 1936 р. Євген Павлович вступив до Харківського художнього училища. Закінчив його у 1939 р. Того ж року Є.Єгоров пішов добровольцем у Червону армію. Під час фінської війни був водієм танку.
Учасник Другої світової війни, пройшов бойовий шлях до Берліна, в його творчій майстерні зберігався шматок стіни Рейхстагу; повернувся інвалідом.
1941—1945 — учасник бойових дій у Великій Вітчизняній війні; служив у 8-му танковому корпусі. Брав участь в боях за Харків, учасник Сталінградської битви, бився на Курській дузі, брав участь у звільнені Варшави та взятті Берліну.
1949 року закінчив Харківський державний художній інститут — вчителями були Дмитро Шавикін і Олексій Кокель. З того ж року бере участь у республіканських, всесоюзних та зарубіжних виставках.
Його особисті виставки відбувалися в Харкові — у 1957, 1977 та 1987 роках, в Києві 1987, та в Китаї — 1997, альбом з його малюнками видали в Харбіні.
Серед відомих його творів:
- картини «Юність»,
- серія портретів — «Мої друзі-однополчани».

З 1949 — викладач Харківського художньо-промислового інституту, з 1972 по 1985 — його ректор. Коли за станом здоров'я залишив посаду ректора, завідував до 2000 р. кафедрою малюнку, керував майстернею монументального живопису.
1968 року став створювачем герба міста Харкова — служив міським гербом до 1995.
Слід зазначити, що в середині шістдесятих, коли Є. П. Єгоров створював герби Харкова, а потім Червоного Лимана, сучасна література з геральдики була повністю відсутня, а дореволюційна була бібліографічною рідкістю. Є. П. Єгорову, як і іншим художникам, упорядникам міських гербів у шістдесятих роках, доводилося працювати практично на дотик, керуючись статтею з геральдики в БСЕ та власною інтуїцією. Затверджений герб мав такий вигляд: щит французької форми на срібному полі, червоно-синій розділ (прапор УРСР 1949 р.), на червоній частині глави вміщено половину золотої шестерні. У центрі щита на срібному полі золотий колос серед трьох атомних орбіт. У гербі Червоного Лимана Є. П. Єгоров використав зовсім інший принцип створення гербів, ніж у Харківському гербі. Тут застосований принцип «говорить герба»: на зеленому полі червлений хвилеподібний край. У серці щита — схрещені молот та розвідний ключ. Зелене поле символізує природні багатства міста і району, червлений хвилеподібний край — натяк на назву міста, схрещені молот і розвідний ключ символізують промисловість регіону, а також залізничну стацію, де свого часу працював батько Є. П. Єгорова.
Серед його учнів — Ковтун Віктор Іванович, Чаус Віктор Миколайович, Кравець Володимир Йосипович, Могилевський Костянтин Вікторович та інші.
В Харківській академії дизайну 2006 року відкрито пам'ятну дошку на його честь.

## Творчість
Основні галузі творчості Євгена Єгорова — історичний живопис, станкова та книжкова графіка, монументально-декоративне мистецтво. У традиціях реалізму створював портрети і пейзажі. Роботи зберігаються у Львівському музеї українського мистецтва, Сімферопольській картинній галереї, приватних колекціях.

### Список робіт
- розпис «Харків соціалістичний» (1952, співавт., Пд. вокзал у Харкові);
- розпис плафона «Тріумф Батьківщини» (1956, Палац культури у м. Горлівка Донец. обл.),
- фриз «Вугільний Донбас» (1960, співавт.);
- графічні портрети — «Г. Беркович» (1953), «Мати», «В. Мироненко» (обидва — 1954), «Старий» (1957), «Г. Верейський» (1958), «Т. Шевченко» (1961; 1964), «В. Віхтинський» (1966), «В. Селезньов» «С. Бесєдін» (обидва — 1967), «Дружина» (1989);
- серії — «По Франції» (1961–62), «Мої друзі-однополчани» (1975–80), «На Полтавщині» (1980–90); герб Харкова (1968);
- живопис — «У дні великих перемог» (1949), «Юність» (1952), «Донбас», «Жовтень» (обидва — 1957), «Три тополі» (1992); серія пастелей (1995).[6]

## Нащадки
Син — Сергій Євгенович Єгоров (1951—2008). Відомий художник-монументаліст, багато працював у галузі дизайну середовища, створив вітражі для Благовіщенського собору. Онук і тезка знаменитого діда — Євген Сергійович Єгоров(нар.1978). Викладач кафедри рисунка ХДАДМ, майстер ліричного пейзажу.